# Peter Hopwood
Peter Hopwood (ur. 26 kwietnia 1943, zm. 6 grudnia 1999) – australijski kierowca wyścigowy.

## Biografia
W latach 70. zadebiutował Lotusem Elanem w serii Australian Sports Car Championship. W 1977 roku zajął trzecie miejsce w klasyfikacji końcowej. Po krótkich epizodach w Australian Touring Car Championship i Australijskiej Formule 2, wrócił do ASCC, zostając mistrzem serii w 1983 roku w samochodzie marki Kaditcha. Hopwood w dziesięciu eliminacjach wygrał wówczas cztery wyścigi i zdobył osiem podiów. Jeszcze w sezonie 1983 zadebiutował Raltem RT4 w Australian Drivers' Championship. Rok później zajął trzecie miejsce w klasyfikacji generalnej, a w latach 1985–1986 był wicemistrzem. W latach 90. rywalizował w wyścigach długodystansowych.